# Звукооператор театрально-видовищного підприємства

## Завдання та обов’язки
Забезпечує високий художній рівень та технічну якість звуку. Разом з режисером та звукорежисером працює над звуковим рішенням вистав (програм). Здійснює звукове та шумове оформлення вистав (програм). Бере участь у проведенні репетицій. Визначає звукотехнічні засоби, необхідні для проведення репетицій, записів. Установлює звукопідсилюючу апаратуру для проведення репетицій та вистав (програм) відповідно до фонової партитури вистави (програми), готує апаратуру до роботи та забезпечує належний технічний рівень її експлуатації. Здійснює поточний ремонт звукопідсилюючої апаратури. Проводить спеціальні записи для використання їх у виставах (програмах), а також для створення спеціальних звукових ефектів. Керує процесом монтажу, поповнює шумотеку.

## Повинен знати
- технічні характеристики, правила монтування, ремонту та експлуатації звукової *апаратури;
- акустичні можливості сценічних майданчиків;
- досягнення в галузі акустики та звукової техніки;
- правила внутрішнього трудового розпорядку;
- правила і норми охорони праці, виробничої санітарії та протипожежного захисту.

## Кваліфікаційні вимоги.
Базова вища освіта відповідного напряму підготовки (бакалавр, молодший спеціаліст), для бакалавра — без вимог до стажу роботи, для молодшого спеціаліста — підвищення кваліфікації та стаж аналогічної за характером роботи не менше 3 років. 